# Weigelsdorf (Gemeinde Ebreichsdorf)
Weigelsdorf ist eine Ortschaft und eine Katastralgemeinde in der Stadt Ebreichsdorf in Niederösterreich.  Am 1. Jänner 2024 gab es in Weigelsdorf 2728 Einwohner.

## Geografie
Das Dorf liegt einen Kilometer südlich von Ebreichsdorf an der Kreuzung der Ödenburger Straße (B16) mit der Leitha Straße (B60). Westlich vom Ortskern durchfließt die Fischa den Ort und im Süden befindet sich die Wochenendhaussiedlung Erholungszentrum Weigelsdorf sowie der Gutshof Fischapark.
Im Franziszeischen Kataster von 1819 ist Weigelsdorf mit zahlreichen Gehöften um einen Hauptplatz verzeichnet.

## Geschichte
Urkundlich wurde der Ort 1180 genannt.
Laut Adressbuch von Österreich waren im Jahr 1938 in der Ortsgemeinde Weigelsdorf ein Bäcker, ein Fleischer, ein Friseur, ein Fuhrwerker, ein Gärtner, sieben Gastwirte, fünf Gemischtwarenhändler, ein Holzhändler, ein Konsumverein, ein Korbwarenerzeuger, zwei Mühlen, ein Obst- und Gemüsehändler, eine Pfaidlerin, eine Posamenteriewarenfabrik, zwei Sattler, ein Schmied, ein Schneider, zwei Schuster, ein Tischler, eine Zwirnfabrik und zahlreiche Landwirte ansässig.
Seit 2001 ist Weigelsdorf ein Stadtteil von Ebreichsdorf.

## Öffentliche Einrichtungen
In Weigelsdorf befindet sich ein Kindergarten.

## Kultur und Sehenswürdigkeiten
- Katholische Pfarrkirche Weigelsdorf Hll. Peter und Paul
- Glaswelt Weigelsdorf, ein privat betriebenes Museum[5]